# Yasutada Noguchi
Yasutada Noguchi (japanisch 野口 安忠 Noguchi Yasutada; * 11. August 1976) ist ein ehemaliger japanischer Leichtathlet, der sich auf das Kugelstoßen spezialisiert hat.

## Sportliche Laufbahn
Erste internationale Erfahrungen sammelte Yasutada Noguchi vermutlich im Jahr 1998, als er bei den Asienmeisterschaften in Fukuoka mit einer Weite von 18,03 m den fünften Platz im Kugelstoßen belegte. Anschließend gelangte er bei den Asienspielen in Bangkok mit 17,29 m auf Rang sechs. 2000 belegte er bei den Asienmeisterschaften in Jakarta mit 18,16 m den vierten Platz und im Jahr darauf wurde er bei den Ostasienspielen in Osaka mit 16,69 m Sechster. 2003 gelangte er bei den Asienmeisterschaften in Manila mit 17,70 m auf den siebten Platz und 2004 wurde er bei den erstmals ausgetragenen Hallenasienmeisterschaften in Teheran mit 17,38 m Siebter. Anschließend beendete er seine aktive sportliche Karriere im Alter von 35 Jahren.
In den Jahren 1997 und 2000 sowie 2001 und 2003 wurde Noguchi japanischer Meister im Kugelstoßen.

## Persönliche Bestleistungen
- Kugelstoßen: 18,53 m, 3. Mai 1998 in Fukuoka
  - Kugelstoßen (Halle): 18,07 m, 18. Februar 2004 in Tianjin (japanischer Rekord)